# Camil Roguski
Camil Roguski (* 15. März 1925 in Bukarest; † 28. Juni 2012) war ein rumänischer Architekt.

## Leben
Camil Roguski war Kind einer bekannten rumänischen Architektenfamilie. Sein Vater und Großvater hatten an der Technischen Hochschule Charlottenburg studiert. Er war der Lieblingsarchitekt des Diktators und Staatspräsidenten Nicolae Ceaușescu und enger Freund der Familie Ceausescu.
Roguski war Architekt im Ministerium für Auswärtige Angelegenheiten, Cheftechniker der Uniunea Arhitectilor din Romania, Professor an der Technischen Hochschule für Architektur, Architekt am Design Institute „Karpaten“ sowie Direktor des Referats Denkmalpflege und Renovation der Paläste.
Er zeichnete für die Sanierungen des Staatspalastes in Bukarest sowie auch repräsentativen Bauten und Paläste sowie auch  Plätzen wie dem Piața Victoriei, einem Platz im heutigen Stadtzentrum der westrumänischen Stadt Timișoara, verantwortlich. Er war für die Sanierungsprojekte der Botschaften Rumäniens in Buenos Aires, Rom und Paris verantwortlich. Roguski realisierte mehr als 1.000 Geschäfte und Restaurants in Einkaufszentren in Ploiești, Brăila, Valea Jiului und Galați. Er war verantwortlich für die dekorativen Möbel im Schloss Pelișor in Sinaia und die Innenraumrekonstruktionen im Palast Snagov, dem Wohnsitz der Familie Ceausescu. 1996 ging er in den Ruhestand.
Er veröffentlichte das Werk „Ceausescu, adevaruri interzise“ mit Enthüllungen aus dem Privatleben der Ceausescu-Familie.